# Пиньятелли-Эгмонт, Жанна-Софи
Жанна-Софи-Элизабет-Луиза-Арманда-Септимания де Виньеро дю Плесси (фр. Jeanne-Sophie-Elisabeth-Louise-Armande-Septimanie de Vignerot du Plessis), известная также как Септимания д’Эгмонт (фр. Septimanie d'Egmont; 1 марта 1740, Монпелье — 14 октября 1773, Брен (Эна)) — французская аристократка, по мужу герцогиня ди Бизачча, графиня Эгмонт, принцесса Гаврская, хозяйка влиятельного литературно-политического салона.

## Биография
Дочь маршала Франции герцога Луи-Франсуа-Армана де Ришельё и Марии Елизаветы Софии де Лоррен.
10 февраля 1756 была выдана замуж за Казимира Пиньятелли-Эгмонта, герцога ди Бизачча, богатого итало-франко-бельгийского аристократа, обладателя земель и титулов угасшего дома Эгмонтов, а также храброго и опытного профессионального военного, которому этот брак позволял присоединиться к влиятельной политической группе герцога Ришельё и министра Шуазёля.
В своем доме на улице Людовика Великого графиня Эгмонт устраивала салоны, где собиралась знать, связанная с её семьей родственными, политическими и прочими интересами. В бытность в Париже его часто посещал Хорас Уолпол, состоявший с графиней в переписке, и хорошо осведомленный о её делах.
Другом Септимании д'Эгмонт был Клод Рюльер, которого она убедила записать и издать знаменитые «Анекдоты о Русской революции» (Anecdotes sur la Révolution de Russie), вызвавшие большое неудовольствие Екатерины II. Позднее графиня, интересовавшаяся политическими конфликтами на северо-востоке Европы, рецензировала первые книги его наиболее значительного труда — «Истории польской анархии и расчленения этой республики» (Histoire de l’anarchie de Pologne et du démembrement de cette république).
В салоне собиралась компания испанских дипломатов и политиков, оказавшихся в Париже после отставки министерства Рикардо Уолла, и о которых пишут аббат Галиани, барон Гримм, Вольтер и мадмуазель Леспинас. Среди них были родственники мужа из испанских линий дома Пиньятелли, с одним из которых заключили соглашение о браке единственной дочери Казимира от первой жены, что позволяло оставить владения и громкие титулы в семье.
Вольтер неоднократно заискивал перед Септиманией д'Эгмонт, добиваясь покровительства её и её отца, с Руссо она, по-видимому познакомилась еще в период его жизни в загородном доме второго маршала Люксембурга.
Благодаря контактам со шведским послом, Септимания познакомилась с молодым королём Густавом III, посетившим Париж в 1771 году, и два года вела с ним переписку, наставляя монарха в либеральном духе, и информируя о политических событиях во Франции, в частности, о начавшейся в то время борьбе абсолютной монархии против парламентов, вызывавшей недовольство влиятельных чиновных групп.
Эта переписка имела некоторое значение, в связи с планами Шуазёля остановить русскую интервенцию в Польше, и помешать планам «союза трех черных орлов» расчленить эту страну, путём объявления войны Российской империи, для чего требовался союз со шведами. Последнее письмо графиня направила 19 августа 1773, по случаю годовщины абсолютистского переворота, совершенного Густавом. К тому времени она уже была тяжело больна, и скончалась 14 октября того же года в поместье в графстве Брен в возрасте тридцати трёх  лет.
По словам биографа Септимании, графини Мари-Селестин-Амели д'Армайе, большинство друзей и даже родственников с обычными для придворной среды черствостью и равнодушием восприняли известие о её смерти, даже отец уже через три дня отдавал распоряжения о постановке придворного спектакля, а в следующем месяце был на свадебном празднестве у графа д'Артуа. Одним из немногих, кто хранил признательность графине, был Рюльер.

## В литературе
Графиня Септимания Пиньятелли-Эгмонт, Жанна-Софи является одним из персонажей романа Александра Дюма "Жозеф Бальзамо" (1848).
1. 1 2 3 4  Bibliothèque nationale de France Autorités BnF (фр.): платформа открытых данных — 2011.
2. ↑  Armaillé, 1890, p. 86.
3. ↑  Armaillé, 1890, p. 106.
4. ↑  Armaillé, 1890, p. 82, 83, 117.
5. ↑  Armaillé, 1890, p. 132.
6. ↑  Armaillé, 1890, p. 134.
7. ↑  Armaillé, 1890, p. 136.
8. ↑  Armaillé, 1890, p. 225.
9. ↑  Armaillé, 1890, p. 228.
10. ↑  Armaillé, 1890, p. 299.
11. ↑  Armaillé, 1890, p. 300—301.
12. ↑  Armaillé, 1890, p. 301—302.